# Естадио Мануел Ферейра
Естадио „Мануел Ферейра“ (на испански: Estadio Manuel Ferreira) е стадион в столицата на Парагвай Асунсион.
На него играе домакинските си срещи отборът на „Олимпия“. Капацитетът му е 22 000 места.
Наречен е на Мануел Ферейра, бивш президент на клуба. Известен е и с прякора El Bosque de Para Uno – bosque означава „гора“ (заради високите дървета в негова близост), а Para Uno е името на железопътна компания, която е използвала релсите на мястото, на което е построен. За по-кратко се използва и прякорът El Bosque.
Стадионът е официално открит през май 1964 г. с мач срещу бразилския „Сантос“ с Пеле в състава си. Интересът към Пеле е толкова голям, че броят на зрителите надвишава капацитета на стадиона. Това води до счупване на предпазна ограда и много от зрителите получават леки контузии.